# Brachytome hainanensis
Brachytome hainanensis är en måreväxtart som beskrevs av Cheng Yih Wu och Wei Chiu Chen. Brachytome hainanensis ingår i släktet Brachytome och familjen måreväxter. Inga underarter finns listade i Catalogue of Life.